# Orenaia alpestralis
Orenaia alpestralis is een vlinder uit de familie grasmotten (Crambidae). De wetenschappelijke naam is voor het eerst gepubliceerd in 1787 door Johan Christian Fabricius.

## Ondersoorten
- Orenaia alpestralis alpestralis Fabricius, 1787
- Orenaia alpestralis canigouensis Leraut, 2003 (Franse Pyreneeën)
- Orenaia alpestralis preisseckeri Rebel, 1903 (Slovenië)

## Verspreiding
De soort komt voor in de berggebieden van Duitsland, Frankrijk, Zwitserland, Liechtenstein, Oostenrijk, Slovenië, Italië, Spanje, Polen, Slowakije, Roemenië, Albanië, Noord-Macedonië, Bulgarije en Rusland.

## Waardplanten
De rups leeft op Arabis alpina (Brassicaceae).

## Biotoop
Deze nachtvlinder leeft in berggebieden tussen de 1500 en 2900 meter boven zeeniveau.